# Unalaska
Locatie van Unalaska in Alaska

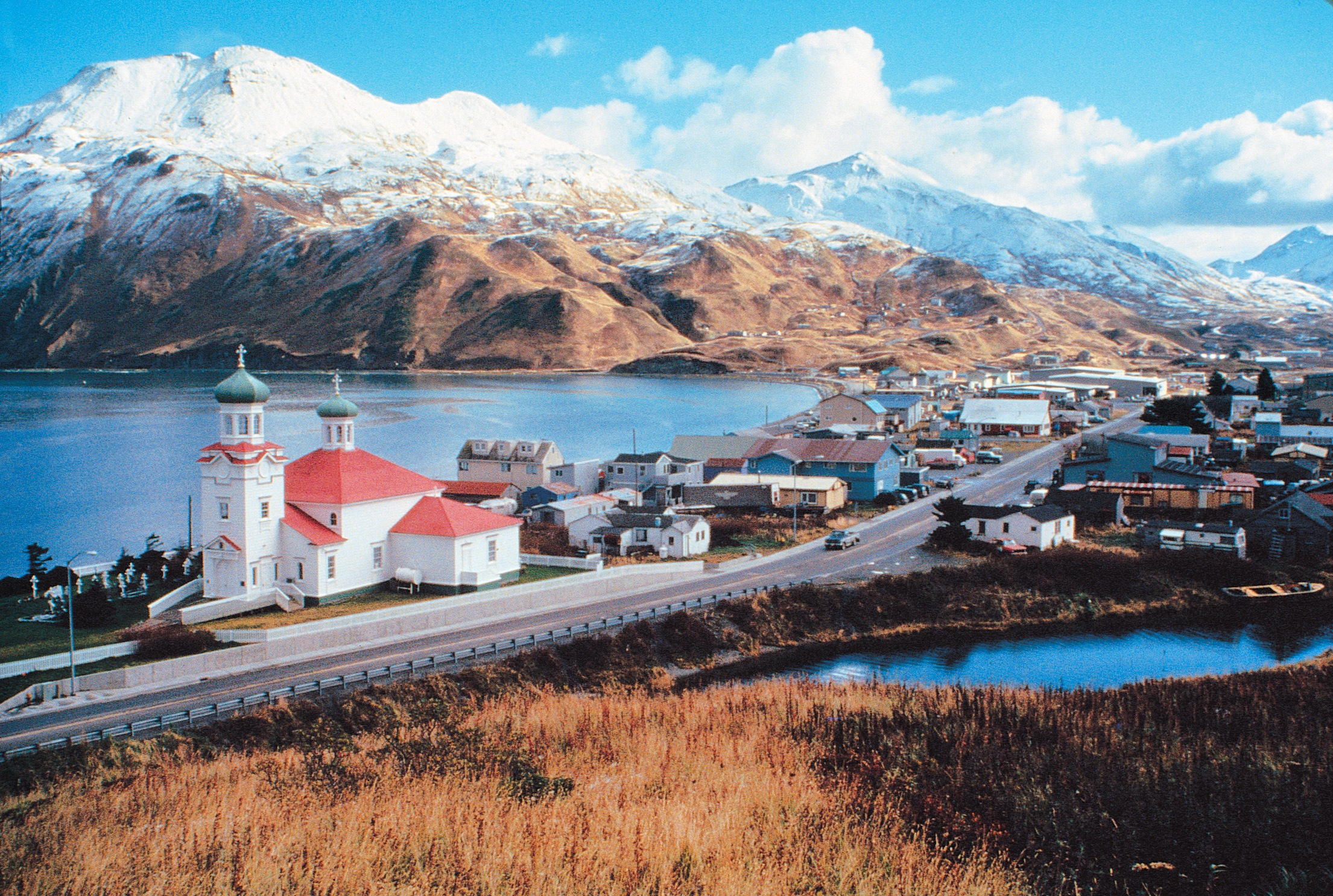
Unalaska

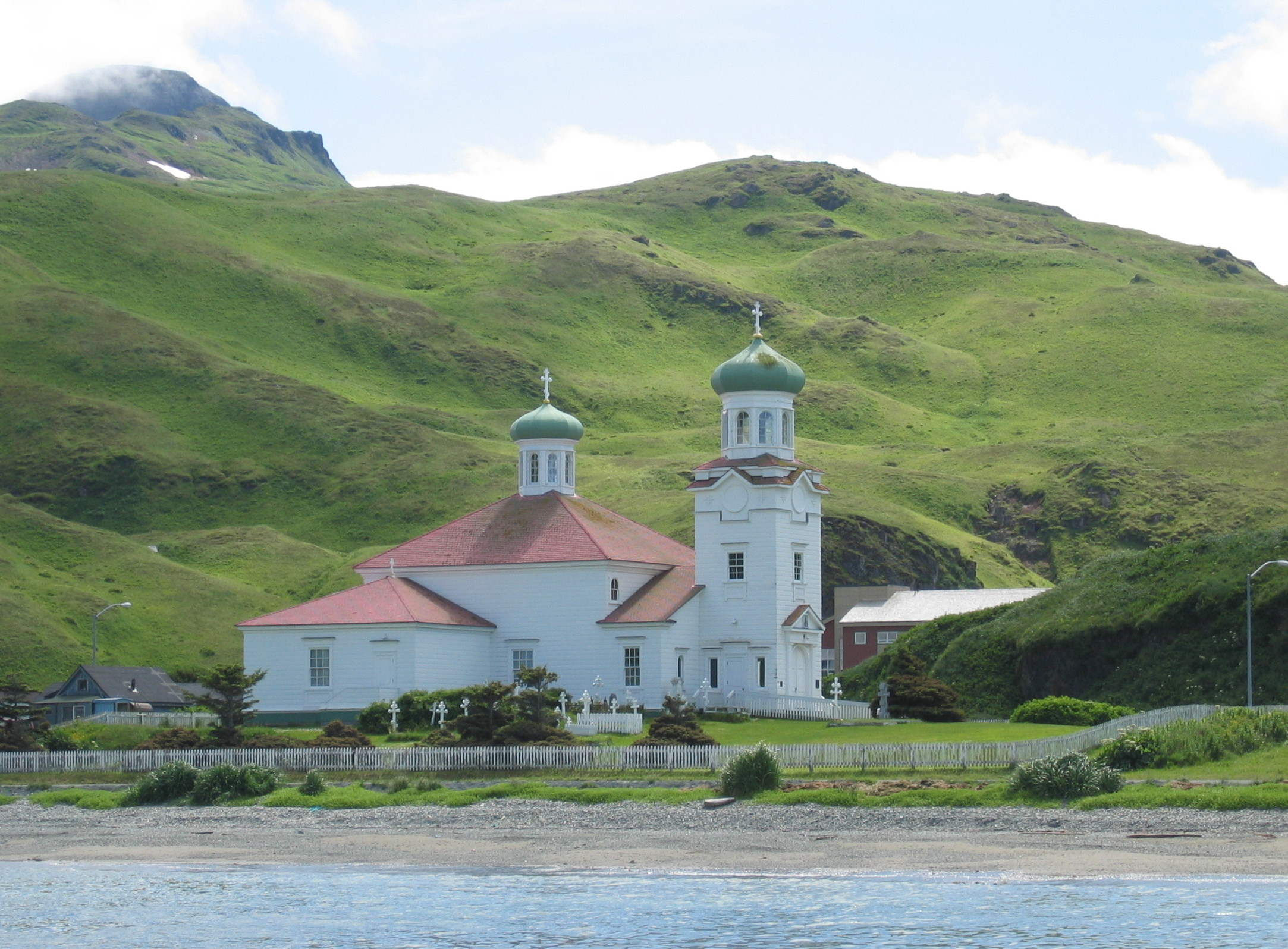
Kerkje op Unalaska

Unalaska is een eiland in de Amerikaanse staat Alaska. Het vormt onderdeel van de Foxeilandengroep van de Aleoetenarchipel. De plaats (city) met de naam Unalaska bevindt zich op het eiland Unalaska en het aangrenzende Amaknak en valt bestuurlijk gezien onder Aleutians West Census Area. Het eiland vormt een natuurgebied waar veel zeeotters, zeeleeuwen en zeevogels leven.

## Geschiedenis
Het eiland was voor de komst van de Russen bewoond door ruim 3.000 Ungangan (Aleoeten genoemd vanaf de tijd van de Russen), die er volgens archeologische opgravingen al bijna 9.000 jaar leven. Zij noemden het eiland Ounalashka ("nabij het schiereiland"). In 1741 bezocht Vitus Bering het eiland als eerste Europeaan. Op 1 augustus 1759, toen er 24 Aleoetische dorpen op Unalaska en Amaknak waren, kwam de Russische bonthandelaar Stepan Glotov naar het eiland en dwong er de Aleoetische bevolking om zeeotters voor hem te doden voor hun pelzen. Ook bouwde hij er toen een permanente Russische nederzetting. Dit leidde vanaf 1763 tot een conflict tussen de Russen en de Aleoeten. In dat jaar vielen de Aleoeten de plaats aan en doodden een groot deel van de bevolking (112 personen) en vernietigden de handelsschepen Svjatoj Ioann en Svjatye Zachari i Jelizaveta van handelaar Koelkov en de galjoten Svjatoj Nikolaj en Svjataja Troitsa van het bedrijf van de familie Trapeznikov. Pas een jaar later werd door Ivan Solovjev van het schip Svjatye Pjotr i Pavel ontdekt wat er met de plaats was gebeurd. Een deel van de Russische bevolking had het overleefd en kon worden gered. In juni 1765 trok Solovjev samen met Korovin en de overgebleven bemanning van het schip Svjataja Troitsa naar het eiland en voerden een strafexpeditie uit tegen de Aleoeten, waarbij niet minder dan 5.000 Aleoeten werden uitgemoord.
In 1768 werd Unalaska een belangrijke Russische haven in het gebied, waarlangs de pelshandel verliep. In 1772 stichtte Solovjev de plaats Gollandskoj gavani (Hollandse haven), die nu Dutch Harbor wordt genoemd. In 1778 bezocht de Britse zeevaarder James Cook het eiland met de schepen Resolution en Discovery. Hij ontmoette er de Russische zeevaarder Gerasim Izmailov, die hem een Mercator-kaart van de lokale zeeën toonde. In 1787 werden door de Russen vele Aleoeten van andere eilanden gevangengenomen om als slaven te werken in de pelsjacht op de Pribilofeilanden. Op 5 augustus 1788 claimde Spanje het eiland en noemde het Puerto de Dona Marie Luisa Teresa, maar deed er verder niets mee. In 1795 bekeerde monnik Macarius vele Aleoeten tot de Russische orthodoxie.
In 1799 werd de Russisch-Amerikaanse Compagnie gesticht, die Unalaska gebruikte als haar belangrijkste basis. In 1825 werd er een Russisch-orthodoxe kerk gebouwd, waarvan de stichter, Inocentius (Veniamin), die van 1824 tot 1834 op het eiland verbleef, met hulp van de inwoners de eerste geschreven versie van het Aleoetische alfabet opstelde (1830) en de Bijbel en vier andere boeken tussen 1830 en 1840 naar het Aleoets vertaalde. In die tijd bedroeg de bevolking van het eiland ongeveer 1.000 personen, waaronder nog slechts 300 Aleoeten. In 1836 brak er een grote epidemie van mazelen, waterpokken en kinkhoest uit op het eiland, waarbij een substantieel deel van de bevolking omkwam.
Bij de aankoop van Alaska in 1867 werd Unalaska Amerikaans grondgebied. In 1942 werd het gebied zwaar getroffen door Japanse bombardementen. Dutch Harbor is naast Pearl Harbor de enige haven op Amerikaans grondgebied die door de Japanners is bestookt.
Het natuurgebied werd in december 2004 bedreigd door de schipbreuk van de Maleisische bulkcarrier Selendang Ayu, waarbij 1,28 miljoen liter stookolie in zee stroomde.
De plaats Dutch Harbor op Unalaska is bekend van de televisieserie Deadliest Catch op Discovery Channel.

## Demografie
Bij de volkstelling in 2000 werd het aantal inwoners vastgesteld op 4283.
In 2006 is het aantal inwoners door het United States Census Bureau geschat op 4167, een daling van 116 (-2,7%).

## Geografie
Volgens het United States Census Bureau beslaat de plaats een oppervlakte van
549,9 km², waarvan 287,5 km² land en 262,4 km² water.

## Plaatsen in de nabije omgeving
De onderstaande figuur toont nabijgelegen plaatsen in een straal van 188 km rond Unalaska.